# クリストバル・デ・モラーレス

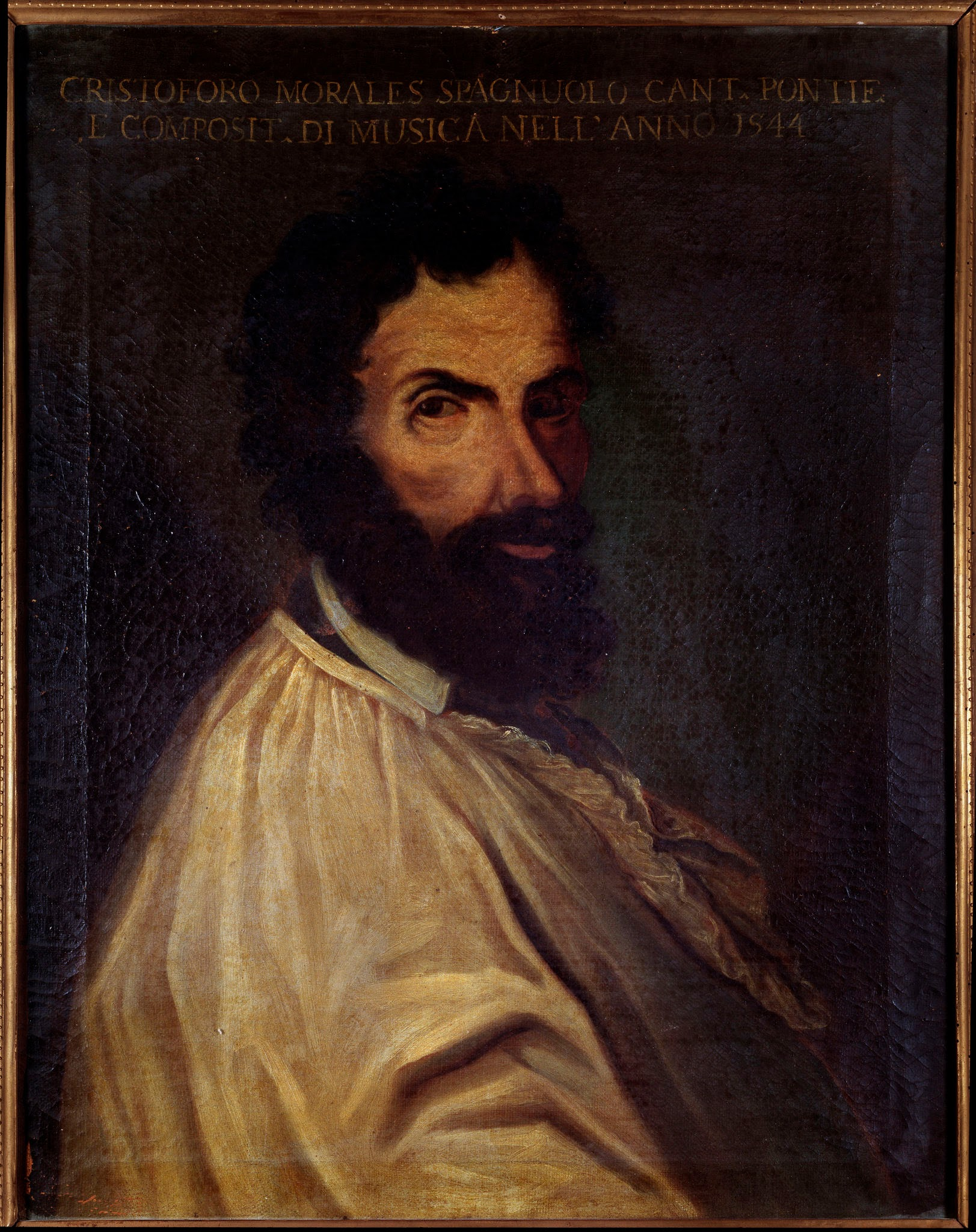
クリストバル・デ・モラーレス

クリストバル・デ・モラーレス（Cristóbal de Morales, 1500年頃セビリア – 1553年10月7日マルチェーナ）は、ルネサンス期のスペインの作曲家である。フアン・バスケスやフランシスコ・ゲレーロらとともに、16世紀のスペインにおける最も重要な作曲家の一人と見なされている。

## 生涯
モラーレスは1500年頃にスペイン南部の都市セビリアで生まれた。彼の初期の音楽教育については詳しいことは知られていないが、ヒメノ・デ・ゲバラに師事したと考えられている。1526年、プラセンシア大聖堂の楽長に就任した。この職は彼にとって最初の重要な役職であり、彼はここで作曲家としての地位を確立し始めた。
1535年、モラーレスはローマへ渡り、教皇パウルス3世のもとでシスティーナ礼拝堂聖歌隊の歌手となった。ローマでの生活は彼の音楽に大きな影響を与えた。彼はこの地で多くの重要な作曲家や音楽家と交流し、当時の最先端の音楽様式に触れる機会を得た。しかし、ローマの気候が体質に合わず、健康上の問題を抱えることがあったという。
1545年にローマを離れた後、モラーレスは再びスペインに戻り、トレド大聖堂の楽長を務めた。その後、マラガ大聖堂やプラセンシア大聖堂といった複数の教会で職を転々とした。彼の晩年は病に苦しむことが多く、1553年10月7日、マルチェーナで死去した。

## 作品と音楽様式

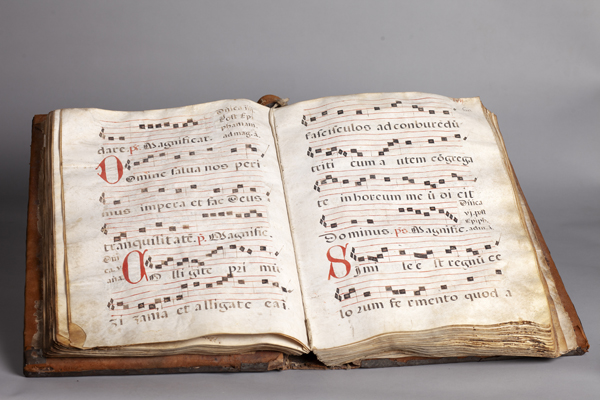

モラーレスは主に声楽曲、特に教会音楽の分野で活躍した。彼の作品にはミサ曲、マニフィカト、モテットなどがある。
モラーレスの音楽は、フランドル楽派のポリフォニー様式に強い影響を受けているが、同時にスペイン独自の感性も持ち合わせている。彼は対位法の技術に優れ、複雑でありながらも聴きやすい、洗練された音楽を創作した。彼の作品にはしばしば、深い精神性と情熱が込められており、聴く者に強い感銘を与える。特に、その半音階的な表現は、彼の革新的な側面を示すものである。
彼の代表作としては、多数のミサ曲やモテットが挙げられる。中でも「悔い改めのミサ曲（Missa Mille Regretz）」や「聖母のモテット（O Magnum Mysterium）」などは、今日でも演奏される機会が多い。彼の音楽は、後世のスペインの作曲家たち、特にビクトリアに大きな影響を与えたとされている。

## 影響と評価
モラーレスは、16世紀のスペイン音楽において極めて重要な存在である。彼の作品はヨーロッパ中で高く評価され、当時最も権威ある音楽家の一人として認識されていた。特に、彼の音楽が出版されたことで、その名声はさらに広まった。
現代においても、モラーレスの音楽はルネサンス期の重要なレパートリーとして認識されており、研究者や演奏家によって盛んに取り上げられている。彼の作品は、その美しさと精神性、そして音楽史における重要性から、今後も長く愛され続けるであろう。